# Цзян Вэй
Цзян Вэй (кит. трад. 姜維, упр. 姜维, пиньинь Jiāng Wéi 202—264) — полководец и регент царства Шу Хань эпохи Троецарствия в Китае. Изначально он служил царству Вэй в качестве обычного полководца, но перешёл на сторону стратега Шу Хань Чжугэ Ляна, оставив свою мать в Вэй. После этого Цзян Вэй участвовал в военных кампаниях против царства, в котором осталась его мать. Он присоединился к первому северному походу Чжугэ Ляна против Вэй в 228 году и был назначен командиром войска. Чжугэ Лян всегда считал Цзян Вэя находчивым и способным полководцем. Цзян очень быстро рос в звании на протяжении деятельности Чжугэ Ляна и его преемников, Цзян Ваня и Фэй И, и вскоре стал главным помощником Фэй И. После смерти последнего в 253 году, Цзян Вэй занял его пост, но не был столь успешен, так как отвечал лишь за военные дела и, следовательно, возможно был регентом.
Возобновляя кампании Чжугэ Ляна против Вэй (от ведения которых Цзян Вань и Фэй И категорически отказывались), Цзян Вэй осуществил несколько вторжений в Вэй (одно совместно с регентом У Чжугэ Кэ, племянником Чжугэ Ляна), но каждое из них оказывалось неудачным из-за недостаточного снабжения и потерь в сражениях. Эти кампании сильно истощили ресурсы Шу. В 263 году войско Вэй во главе с Дэн Аем и Чжун Хуэем завоевало Шу Хань. Цзян Вэй пытался восстановить царство путём убеждения Чжун Хуэя начать восстание против правителя Вэй Сыма Чжао. Чжун Хуэй согласился, но когда начал восстание, то его воины подняли мятеж против него самого. Чжун и Цзян были убиты в ходе сражения.

## Биография

### Молодость в Цао Вэй
Цзян Вэй родился в поздний период Ханьской династии в Тяньшуе. Его отец, Цзян Цзюн (姜冏), был полководцем и был убит в битве во время восстания Цян, когда Цзян Вэй был ещё мал. Из-за гибели отца Цзян Вэй стал полководцем Цао Вэй, царства-преемника династии Хань.

### Полководец Шу Хань
По неизвестным причинам в 228 году во время первого северного похода регента Лю Шаня, Чжугэ Ляна, командир Цзян Вэя посчитал, что тот тайно поддерживает Шу и желает присоединиться к Чжугэ Ляну. Однажды, когда Цзян Вэй с войском был снаружи городских стен, ворота заперли, закрыв Цзян Вэю путь назад. Цзян Вэй был вынужден действительно перейти на сторону войска Чжугэ, оставив свою мать в Вэй. Хотя Цзян Вэй ещё не успел показать своих навыков в бою, Чжугэ Лян уже тогда ценил его как способного полководца. Цзян стал главным полководцем Чжугэ уже в 27 лет, возможно, что и по политическим соображениям.
После смерти Чжугэ Ляна в 234 году, в качестве регента выступил его преемник Цзян Вань. Он продолжал ценить смышленость Цзян Вэя и связи в провинции Лян (涼州, современная Ганьсу) и назначил Цзян Вэя правителем этой провинции, которой Шу Хань не властвовало. Фактически, это давало Цзян Вэю полную власть на северо-западной границе. После смерти Цзян Ваня в 245 году, на его место взошёл Фэй И, сделавший Цзян Вэя своим главным помощником.
Цзян всегда хотел возобновить стратегию Чжугэ Ляна постоянного ведения войн против Вэй, но Фэй И отказался от этой идеи, так как масштабные военные действия и так уже требовали слишком много ресурсов. Вместо этого, Фэй держал Цзян Вэя на коротком поводке и дал ему в командование отряд в 10,000 воинов, чтобы тот постоянно тревожил границы Вэй. Цзян под командованием Фэй И действовал крайне эффективно и успешно уговорил несколько не ханьских племён восстать против Вэй.

### Как больше военный деятель
После того, как Фэй И был убит в 253 году, Цзян Вэй занял его пост, став главнокомандующим войском, но в отличие от своего предшественника, он слабо влиял на ход внутренних дел царства, так как этими обязанностями занимались доверенный евнух Лю Шаня Хуан Хао и сын Чжугэ Ляна, Чжугэ Чжань. Цзян Вэй, однако, имел огромное влияние на военное дело. Цзян Вэй пытался ослабить Вэй. Однако среди влиятельных особ возникло разногласие, так как Чжугэ Чжань и Хуан Хао боялись, что Цзян Вэй использует военные кампании себе на пользу, увеличив влияние на императора. Кроме вышеперечисленных политических препятствий, некоторые полководцы Шу также указывали, что вступать в войну с сильнейшим государством будет стратегической ошибкой. Поэтому северные походы Цзян Вэя были восприняты царством Шу крайне негативно.

#### Кампании против Вэй

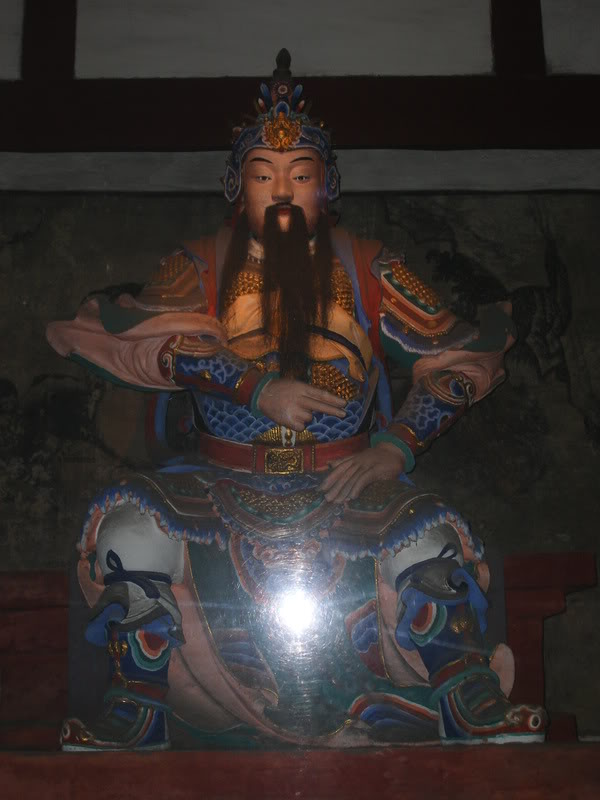
Статуя Цзян Вэя в храме Чжугэ Ляна в Чэнду. Создана в 1672 году

Несмотря на неодобрение, Цзян Вэй немедленно возобновил северную стратегию Чжугэ Ляна после получения управления войском Шу. В 253 году он предпринимает совместное с регентом восточной У, Чжугэ Кэ, нападение на Вэй с двух сторон: Шу Хань на западе и восточная У на востоке. Цзян Вэй напал на приграничный город Дидао (狄道, в современном Динси, Ганьсу), а Чжугэ Кэ начал крупное наступление на Хэфэй. Регент Вэй, Сыма Ши правильно рассудил, что войско У может быть намного опаснее и лично повёл главное войско Цао Вэй на восток, а меньший отряд послал на освобождение Дидао. Цзян Вэя постигла участь Чжугэ Ляна: во время осады Дидао у него кончились припасы еды, и ему пришлось спешно отступить. В итоге войско Чжугэ Кэ пострадало ещё сильнее из-за безуспешных осад и эпидемий, что привело к свержению Чжугэ Кэ годом позже.
В 254 году правительство Дидао тайно послало Цзян Вэю послание, что город готов дезертировать. Он пошёл в наступление и взял город, но был зажат сзади местным восстанием под предводительством Сюй Чжи (徐質). Цзян Вэй взял в плен часть местного населения и вернулся в крепость Лунси до того, как на поле боя прибыл Го Хуай.
Летом 255 года, несмотря на возражения Чжан И (обоснованные на том, что Шу не выдержит продолжительных войн с Вэй), Цзян снова напал на Дидао и очень успешно провёл первые битвы с правителем вэйской провинции Юн (雍州, современная Шаньси) Ван Цзином (王經), почти уничтожив его войска. Чжан И снова попытался убедить Цзян Вэя с этого момента остановить кампанию, но Цзян отказался. Вместо того он снова осадил Дидао, но в скором времени был вынужден снять осаду, когда прибыло дополнительное войско Вэй во главе с Чэнь Таем. Силы Цзян Вэя и Чэнь Тая сражались без переменного успеха на протяжении всей зимы.
Летом 256 года Цзян Вэй изменил свою стратегию и повёл наступление на Шангуй (上邽, в современном Тяньшуе, Ганьсу), но его действия предвидел вэйский полководец Дэн Ай. Он перехватил Цзян Вэя и нанёс ему огромный урон — урон, из-за которого люди Шу могли начать возмущаться действиями Цзян Вэя.
В 257 году Вэй разбиралось с восстанием Чжугэ Даня (который был недоволен фактически узурпацией Вэй братом и преемником Сыма Ши, Сыма Чжао, и хотел противостоять ей). Цзян Вэй снова напал, на этот раз направив все силы на Маншуй (芒水, в современном Сиане, Шаньси), но не смог вынудить войска Вэй во главе с Дэн Аем и Сыма Ваном вступить с ним в битву.
После поражения восстания Чжугэ в 258 году Цзян Вэй отступил.
В 262 году Цзян Вэй, несмотря на возражения Ляо Хуа, снова напал на Вэй, нацелившись на Таоян (洮陽, в современном Ганьнань-Тибетском автономном округе (Хэцзо), Ганьсу), но был разбит Дэн Аем. Он отступил к Тачжуну (沓中, также в современном Ганьнане). Опасаясь, что Хуан Хао сможет использовать эту возможность, чтобы уменьшить его влияние, Цзян Вэй не посмел вернуться в столицу Чэнду. Он остался в Тачжуне, возможно, чтобы выполнить одну из стратегий, которую Чжугэ Лян оставил после смерти: направить воинов на посев пшеницы, чтобы пополнить запасы еды в следующем году. Чего Цзян Вэй особенно боялся, так это действий Хуан Хао (годом раньше Цзян Вэй безуспешно пытался убедить Лю Шаня казнить Хуан Хао), который пытался посадить на место Цзяна своего друга Янь Юя (閻宇).

#### Падение Шу Хань
В 258 году Цзян Вэй предложил следующую стратегию в случае массивной атаки Вэй: приграничные города не должны оказывать сопротивление. Вместо этого основные войска этих городов должны отступить через горные проходы и ждать, пока войско Вэй устанет от перехода через горы, и тогда перекрыть измотанным воинам врага путь к отступлению. Лю Шань утвердил стратегию и сделал её официальным планом действий в случае нападения Вэй.
Позже, в 262 году, Сыма Чжао, раздражённый постоянными нападениями Шу, решил нанять убийц, дабы устранить Цзян Вэя. По совету своих стратегов, он решил раз и навсегда разбить Шу и направил Дэн Ая и Чжун Хуэя во главе войска против Шу Хань. Цзян Вэй быстро понял, что Вэй собираются напасть и послал прошение Лю Шаню послать войска для перекрытия главных проходов, но Хуан Хао (по совету прорицателей) не согласился с этим и убедил Лю Шаня не принимать никаких решений по поводу прошений Цзян Вэя.
В 263 году, пока Цзян Вэй все ещё был в Тачжуне, началось вторжение Вэй. Лю Шань приказал выполнить план Цзян Вэя, утверждённый в 258 году. Но, к большому удивлению Лю Шаня, войска Вэй не обратили никакого внимания на приграничные крепости Шу Хань, а направились прямо к главным проходам. Цзян Вэй быстро вывел свои войска из Тачжуна, чтобы попытаться отбить нападение Вэй. После нескольких неудач ему, наконец, удалось остановить войско Чжун Хуэя в Цзяньгэ (劍閣, в современном округе Гуанъюань, Сычуань). Чжун Хуэй решил отступить, но Дэн Ай повёл небольшой отряд через ненадёжный горный перевал вниз от Цзянъю. Там Дэн Ай разбил сына Чжугэ Ляна Чжугэ Чжаня и направился прямиком к столице Шу Хань — Чэнду. Взятый врасплох и уверенный в беззащитности столицы, Лю Шань сдался Вэй и приказал Цзян Вэю сдаться Чжун Хуэю, несмотря на то, что в гарнизон Чэнду исчислялся сотнями тысяч воинов. Чжун Хуэй отнёсся к Цзян Вэю с уважением и быстро сделал его главным советником.

### Усилия по восстановлению Шу Хань и смерть
Цзян Вэй быстро разглядел мысли Чжун Хуэя. Чжун оценивал свои способности много выше, чем способности всех полководцев Вэй, даже Сыма Чжао, и хотел свергнуть Сыма. Цзян Вэй предложил Чжуну восстать против Сыма Чжао, и он согласился. Сначала Чжун Хуэй обманул Сыма Чжао, сказав, что Дэн Ай собирается восстать против Вэй. Также Чжун подделал послания Дэн Аю и от Дэн Ая, чтобы усилить напряжение между Сыма Чжао и Дэн Аем. В начале 264 года Сыма приказал Чжун Хуэю арестовать Дэн Ая и взять на себя управление его войском. Но в то же время, Сыма лично возглавил войско на пути из столицы Вэй, Лояна, к Чэнду. После захвата войск Дэн Ая Чжун Хуэй понял, что Сыма разгадал его планы, и немедленно провозгласил восстание против Вэй.
Однако, у Цзян Вэя были другие планы. Он попытался убедить Чжун Хуэя убить всех высокопоставленных полководцев Вэй. После этого Цзян Вэй бы убил Чжун Хуэя, взял бы на себя командование его войском и провозгласил бы независимость Шу Хань. Цзян Вэй написал несколько посланий Лю Шаню, в которых объяснял свои действия. Чжун Хуэй согласился убить полководцев, но долго колебался в принятии этого решения. О плане стало известно, и воины Чжуна пошли против него. Цзян Вэй послал против восставших личных стражников Чжун Хуэя, но вскоре и Цзян, и Чжун были убиты.

## Исторические взгляды на Цзян Вэя
Цзян Вэй был одной из самых противоречивых персон в истории Китая. В Современном китайском издании (под авторством Бо Яна) Цзы чжи тун цзянь Сыма Гуана, например. Бо поместил туда семь различных и противоречивых взглядов на карьеру Цзян Вэя: от гласного одобрения его честности и верности Шу Хань (Пэй Сунчжи (裴松之), толкователь Записей о Трёх царствах) до яростной критики его постоянных проигрышей в кампаниях (Чэнь Шоу, автор Сань-го чжи) и открытого осуждения (Сунь Шэн (孫盛), автор Летописей Весны и Осени Цзинь). Каждая из этих точек зрения о его характере равносильно может считаться верной. (Бо лично отказался от толкования, но позже в открытом письме читателю заявил, что каждый из взглядов верен: грубые ошибки Цзян Вэя действительно были сделаны специально для ослабления народа, но он действительно был очень честным и верным человеком, готовым положить жизнь в бесполезной попытке восстановить Шу Хань.)

## В современной культуре
- Цзян Вэй является действующим персонажем серии видеоигр компании Koei Dynasty Warriors. Он изображается как добрый и благородный человек с горячим желанием учиться и уважаемым выдающимися людьми, как друзьями, так и врагами. Однако, он не присутствует в Dynasty Warriors 6. В Dynasty Warriors Strikeforce 2 он возвращается вместе с двусторонним копьём. Он также возвращается в Dynasty Warriors 7 с прошлым копьём.
- Также он появляется в Warriors Orochi в качестве бойца сопротивления против Змея, и вскоре присоединяется к союзу Чжао Юня. После спасения Лю Бэя Цзян Вэй получает разрешение отбыть на службу к Юань Шао в качестве стратега в Warriors Orochi 2. Он и Юань Шао оказываются разбитыми Чжан Хэ и подкреплениями У. Цзян Вэй позже оказывается спасён войском Нагамасы Адзаи в походе по поиску Химико, которая является ключом к возрождению Ороти. В Dream Mode Цзян Вэй, Лю Сюнь и Сакон Сима доказывают своё стратегическое мышление другим более известным стратегам.
- В стратегической игре Romance of the Three Kingdoms Цзян Вэй известен под именем «Ученый наследник Чжугэ Ляна».